# Terre Loubet

La Terre Loubet est une portion de la Terre de Graham, dans la presqu’île appelée péninsule Antarctique.

La Terre Loubet (ou Côte Loubet) est une portion de la péninsule Antarctique. C'est une côte rocheuse inhabitée, explorée en 1905 par Jean-Baptiste Charcot, qui l'a nommée ainsi en référence à Émile Loubet.

## Géographie
La Terre Loubet est située sur la côte ouest de la péninsule Antarctique, entre le cap Bellue et l'extrémité du fjord Bourgeois. Plus généralement, elle se situe entre la côte Fallière au sud et la côte de Graham au nord.
Elle se situe donc dans les territoires antarctiques revendiqués par le Royaume-Uni et l'Argentine.

## Découverte
Cette côte a été explorée en janvier 1905 par la troisième expédition Charcot dirigée par Jean-Baptiste Charcot, qui l'a nommée ainsi en référence à Émile Loubet, alors Président de le République française.

### Description des côtes de la Terre Loubet
Le commandant en second Bongrain, auteur d'une partie du rapport de l'expédition (1914), décrit cette zone et les conditions dans lesquelles elle a été explorée par le Pourquoi-Pas ? IV. Le rapport montre combien l'Antarctique était méconnue à cette époque, mais aussi qu'elle suscitait beaucoup de curiosité et d'enthousiasme :
« La Terre Loubet termine la continuation vers le Sud de la Terre de Graham et s'étend du cap Bellue, dans la baie de Matha, au fjord Bourgeois, dans la baie Marguerite, (cette partie de l'Antarctique Sud-Américaine était totalement inconnue avant le passage de l'expédition [...]. Bien que nous ayons pénétré assez profondément aussi bien au Nord qu'au Sud, nous n'avons rencontré nulle part de masse continentale proprement dite, comme plus au Nord, mais seulement un amas de [pâtés] rocheux séparés par des dépressions basses ou des fjords profonds. Plusieurs de ces [pâtés] ont été reconnus comme [donnant] des îles d'étendues souvent très vastes. L'île Adélaïde en est l'archipel le plus occidental.
La banquise côtière, qui soudain touche terres, ne nous a pas permis de vérifier si ces fjords étaient fermés ou si, au contraire, nous avions affaire a des canaux. Le seul fait certain est qu'ils se prolongeaient au-delà des points extrêmes fixés sur nos cartes, et la proximité de certains d'entre eux nous autorise à considérer comme possible leur réunion.
Une autre raison [apparaît] encore en faveur de cette division insulaire : l'absence [...] de glaciers importants, qui serviraient d'issues aux glaces de l'intérieur.
Enfin, dans le détroit de Matha et dans la baie Marguerite, nous avons constaté l'existence de fosses sous-marines en dedans de la ligne d'îles d'avant-garde, fosses parallèles à la côte, c'est-à-dire orientées Nord-Est-Sud-Ouest, à peu de chose près dans le prolongement des Fjords.
C'est assez dire que la reconnaissance de cette région n'est qu'ébauchée et qu'un très gros travail hydrographique y reste encore à faire. »
L'auteur semble donc accréditer la thèse d'une division en îles d'une partie ou de la totalité de ce  que nous connaissons actuellement comme la péninsule Antarctique, composée d'une bande de terre ininterrompue.
Bongrain décrit la Terre Loubet également du point de vue géologique.
« Partie sud de la Terre Loubet.
Le fjord Laubeuf, qui sépare l'île Adélaïde de la partie sud de la Terre Loubet, était, lors de notre passage, complètement pris dans la banquise côtière.
Une équipe de trois personnes le parcourut de l'île Jenny a l'île Webb (petit cône rocheux flanquant le massif Mangin) ; elle trouvait [une] belle banquise, permettant un traînage facile, semée d'icebergs plus ou moins enfouis sous la neige et autour desquels s'ébattaient des troupeaux de Phoques. Une crevasse de 2 mètres de largeur semblant tracer une ligne continue du massif Mangin a l'île Piniero coupait la banquise. Cette crevasse nous a semblé tirer son origine de la pression du glacier du massif Mangin, qui en cet endroit pénètre comme un éperon dans la banquise.
[...]
La Terre Loubet présente sur ce versant des pâtés rocheux, chaotiques, ne fournissant que des glaciers insignifiants, et ses pentes abruptes sont en grande partie dépourvues de neige. Sur l'une de ces falaises rocheuses, nous avons remarqué des stries horizontales assez régulièrement disposées, formées soit par des [gradins] neigeux, soit par des roches d'une autre teinte, mais la distance qui nous en séparait ne nous a pas permis d'en distinguer l'origine exacte.
Au fond du fjord Laubeuf se dressent les trois pics du massif Gravier. »

## Histoire
La base W, située sur l'île Detaille, dans le fjord Lallemand, a été construite par les Britanniques en 1956 à des fins météorologiques et pour des travaux de géologie. Elle a été classée comme monument historique de l'Antarctique.